# Märkische Ziegel
Märkische Ziegel, ist ein Dokumentarfilm des DEFA-Studios für Dokumentarfilme von Volker Koepp aus dem Jahr 1989.

## Handlung
1888 wurde in Zehdenick eine Eisenbahnbrücke über die Havel gebaut, dabei entdeckte man große Tonvorkommen. Seit genau 100 Jahren bestimmen Ziegeleien den Rhythmus der Stadt. In diesem Film äußern sich gestandene Ziegler und junge Lehrlinge freimütig und kritisch über ihre Arbeits- und Lebensbedingungen.
Der Film beginnt im Frühjahr 1988 mit einer Fahrt auf der Havel unter einer Fußgängerbrücke in Zehdenick hindurch, vorbei an mehreren Ziegeleien, in denen heute noch fünf von einst 40 Brennöfen in Betrieb sind und endet in einem Hafen, in dem die fertigen Ziegel auf Schiffe verladen werden. An Stelle der Fußgängerbrücke stand bis 1945 eine Straßenbrücke, die im Zweiten Weltkrieg zerstört wurde. 1951 wird die Zugbrücke mit einer zweispurigen Fahrbahn erneuert und gilt als Wahrzeichen der Stadt, bis sie 1979 abgerissen wird. Seitdem wünschen die Zehdenicker Bürger deren Erneuerung, wie ein Anwohner erzählt und dabei Fotos aus der Vergangenheit zeigt.
Die Kamera zeigt einen Überblick über die völlig veralteten Produktionsmittel, die aber immer noch in Betrieb sind. An einer Maschine hat ein Spaßvogel sogar ein offizielles Denkmal-Schild angebracht. Zum Beweis, dass sich in 36 Jahren nicht viel verändert hat, wird ein Ausschnitt der DDR-Wochenschau Der Augenzeuge Nr.: 13/52 eingespielt. Ein Mitarbeiter, der für die Befeuerung der Öfen verantwortlich ist, beklagt, dass sich kein Nachwuchs für die Arbeit in der Ziegelei findet, da die Arbeit viel zu schwer ist. Er erklärt, dass sich seine Aufgabe seit 100 Jahren nicht verändert hat. Drei weitere Kollegen sind in einer zugigen Halle den ganzen Tag damit beschäftigt, Ziegel die aus dem Ofen kommen, mit den Händen auf kleine Loren zu stapeln. 13.000 Steine müssen sie pro Schicht schaffen, auch diese Arbeit ist in den vergangenen 100 Jahren immer gleich geblieben, obwohl an vielen Stellen die Technik Einzug gehalten hat. Doch die Arbeitsbedingungen sind trotz allem nicht die besten. Wenn die Kamera durch die Wasch- und Aufenthaltsräume der Arbeiter streift, kann man die lethargischen, illusionslosen Antworten der Befragten, die zum großen Teil bereits seit 20 bis 35 Jahren in dem Betrieb arbeiten verstehen. Kaum Kacheln an den Wänden, feuchter, rissiger, fleckiger Beton, auf dem Boden steht das Wasser, die Hähne tropfen, windschiefe und defekte Umkleideschränke usw. Obwohl sich die Kollegen an alle möglichen Stellen, wie die Betriebsleitung, die Betriebs-Gewerkschaftsleitung und weitere gewandt haben, bekamen sie nur Versprechungen, doch nichts geschieht, weshalb hat auch keiner mehr Lust auf gesellschaftliche Arbeit hat. Der Mann, der darüber spricht, während er sich umzieht, da er zum Meisterlehrgang geht, ist seit 19 Jahren in diesem Betrieb.
Doch auch zwei junge Mädchen lernen wir kennen, die im Sommer ihre Lehre beenden werden. Eine von beiden wird ab September für einige Jahre Baustofftechnologie studieren und muss dann anschließend für mindestens drei Jahre weiter im Betrieb arbeiten. Das ist Bedingung für die Delegierung zum Studium. Die andere ist davon überzeugt, dass sie nicht wie ihre ältere Kollegin, 35 Jahre hier arbeiten wird.

## Produktion
Märkische Ziegel ist der erste Teil der Märkischen Trilogie, die Volker Koepp über einen Ziegeleibetrieb in der märkischen Kleinstadt Zehdenick gedreht hat. Wegen seiner Einblicke in die unwürdigen Arbeitsbedingungen wird der Film von der DDR-Zensur zunächst zurückgehalten.
Die Uraufführung fand am 7. Oktober 1989 auf der 38. Internationalen Filmwoche Mannheim statt. Die Erstaufführung in der DDR erfolgte auf dem 12. Nationalen Dokumentar- und Kurzfilmfestival der DDR für Kino und Fernsehen in der Woche ab 9. Oktober 1989. Die regulären Aufführungen in den Kinos begannen am 19. Oktober 1989 mit der Reihe Angebote im Berliner Kino Babylon. Im Fernsehen wurde der Film erstmals am 17. Dezember 1990 im Sender West 3 gesendet.
Die Dramaturgie lag in den Händen von Annerose Richter.

## Kritik
Detlef Friedrich schreibt in der Berliner Zeitung über den Kameramann Thomas Plenert: 

„Aber eigentlich präsentiert er schon nicht mehr nur Fotografie, sondern Grafik, gemacht aus Professionalität und Liebe zur Heimat. Diese Kamera blickt in die Antlitze: kraftvolle. bleibende Arbeitergesichter.“

Klaus M. Fiedler befindet in der Neuen Zeit, dass der Film ein realistisches, ungeschminktes Bild einer kleinen Industriestadt zeichnet.
Im Lexikon des internationalen Films steht, dass dieser Film ein deprimierender Bericht über veraltete Produktionsmethoden und desillusionierte Menschen ist.

## Auszeichnungen
- 1989: 38. Internationale Filmwoche Mannheim: Filmdukaten[5]
- 1989: Internationale Filmwoche Mannheim: Preis der Volkshochschulen
- 1990: Europäischer Filmpreis